# Mona-Lis Hässelbäck
Mona-Lis Hässelbäck, född 9 april 1940 i Falun, är en svensk skådespelare.

## Filmografi
- 1976 – Långt borta och nära
- 1984 – Två solkiga blondiner
- 1984 – Mannen från Mallorca
- 1991 – Ett paradis utan biljard
- 1991 – Midsommar
- 2002 – Hundarna
- 2004 – Vid sjöars sumpiga stränder i inlandet
- 2005 – Lasermannen (TV-serie)

## Teater

### Roller (ej komplett)
| År   | Roll     | Produktion                                              | Regi            | Teater            |
| ---- | -------- | ------------------------------------------------------- | --------------- | ----------------- |
| 1986 | Ortensia | Mirandolina (Die Wirtin) Peter Turrini                  | Johan Huldt     | Turteatern        |
| 1987 | Mary     | Miraklet (The Well of the Saints) John Millington Synge | Johan Huldt     | Turteatern        |
| 1992 |          | Hedda Gabler Henrik Ibsen                               | Terje Mærli     | Örebro länsteater |
| 2001 | Mormor   | Malla handlar Eva Eriksson                              | Elisabeth Frick | Unga riks         |

### Fotnoter
1. ↑  ”Mona-Lis Hässelbäck”. Svensk Filmdatabas. http://sfi.se/sv/svensk-filmdatabas/Item/?type=PERSON&itemid=71138&iv=OVERVIEW&ref=%2ftemplates%2fSwedishFilmSearchResult.aspx%3fid%3d1225%26epslanguage%3dsv%26searchword%3dh%C3%A4sselb%C3%A4ck%26type%3dPerson%26match%3dBegin%26page%3d1%26prom%3dFalse. Läst 9 juli 2012.
2. ↑  Tove Ellefsen (23 mars 1986). ”Sanslöst roligt i förort”. Dagens Nyheter:  s. 18. https://arkivet.dn.se/tidning/1986-03-23/11171-80/18. Läst 11 maj 2024.
3. ↑  Bengt Jahnsson (2 februari 1987). ”Djävul och helgon på TURTeatern”. Dagens Nyheter:  s. 20. https://arkivet.dn.se/tidning/1987-02-02/31/20. Läst 11 maj 2024.
4. ↑  Tove Ellefsen (12 oktober 1992). ”Ståtlig Hedda skjuter skarpt”. Dagens Nyheter:  s. 15. https://arkivet.dn.se/tidning/1992-10-12/278/15. Läst 8 mars 2018.
5. ↑  Pia Huss (11 februari 2001). ”Teater: Malla sitter som en smäck”. Dagens Nyheter. https://www.dn.se/arkiv/kultur/teater-malla-sitter-som-en-smack/. Läst 3 november 1968.